# 普雷姆尼茨
普雷姆尼茨（德語：Premnitz）是德国勃兰登堡州的一个市镇，隶属于哈弗尔兰县。总面积为46.27平方千米，截至2020年总人口为8405人。

## 友好城市
- 法國 小克维伊